# Wake Up My Love
«Wake Up My Love» es una canción del músico británico George Harrison, publicada en el álbum de estudio Gone Troppo (1982). La canción fue también publicada como primer sencillo de Gone Troppo, con «Greece» como cara B. El sencillo llegó al puesto 53 de la lista estadounidense Billboard Hot 100 y fue el único de Gone Troppo en entrar en una lista de éxitos, frente a «I Really Love You» y «Dream Away».

## Personal
- Henry Spinetti: batería
- George Harrison: voz, guitarra y bajo
- Mike Moran: teclados y sintetizador
- Ray Cooper: percusión

## Posición en listas
| País           | Lista             | Posición más alta |
| -------------- | ----------------- | ----------------- |
| Estados Unidos | Billboard Hot 100 | 53                |